# Eilema sachalinensis
Eilema sachalinensis là một loài bướm đêm thuộc phân họ Arctiinae, họ Erebidae.